# Hyperolius thomensis
Espèce
Synonymes
- Nesionixalus thomensis (Bocage, 1886)

Statut de conservation UICN

 EN B1ab(iii) : En danger
Hyperolius thomensis est une espèce d'amphibiens de la famille des Hyperoliidae.

## Répartition
Cette espèce est endémique de l'île de São Tomé à Sao Tomé-et-Principe. Elle se rencontre entre 500 et 1 000 m d'altitude,.

## Étymologie
Son nom d'espèce, composé de thom[é] et du suffixe latin -ensis, « qui vit dans, qui habite », lui a été donné en référence au lieu de sa découverte, l'île de São Tomé.

## Publication originale
- Bocage, 1866 : Reptiles et bataciens nouveaux de lIe de St. Thomé. Jornal de sciencias mathematicas, physicas e naturaes, Lisboa, vol. 11, p. 71-75 (texte intégral).